# 长胜东街道
长胜东街道，是中华人民共和国新疆维吾尔自治区乌鲁木齐市沙依巴克区下辖的一个街道办事处。
2013年，乌鲁木齐市人民政府批复同意设立长胜东街道办事处。

## 行政区划
长胜东街道下辖以下地区：
二道泉子社区、二十里店社区、泉台子社区和西梁社区。